# Chamaeleo namaquensis
Chamaeleo namaquensis es una especie de reptil de la familia de los camaleones (Chamaeleonidae). Se distribuye por el oeste de Sudáfrica y Namibia, y por el sur de Angola. Habita ecosistemas semidesérticos o desérticos, principalmente zonas arenosas con vegetación arbustiva, aunque también dunas costeras y desiertos rocosos.
Es una especie ovípara. Aunque suele ser completamente terrestre, puede subirse a arbustos o rocas en días muy calurosos. La principal amenaza para su conservación es el tráfico de mascotas, aunque para esta especie está regulado por CITES, y no se considera un riesgo serio.

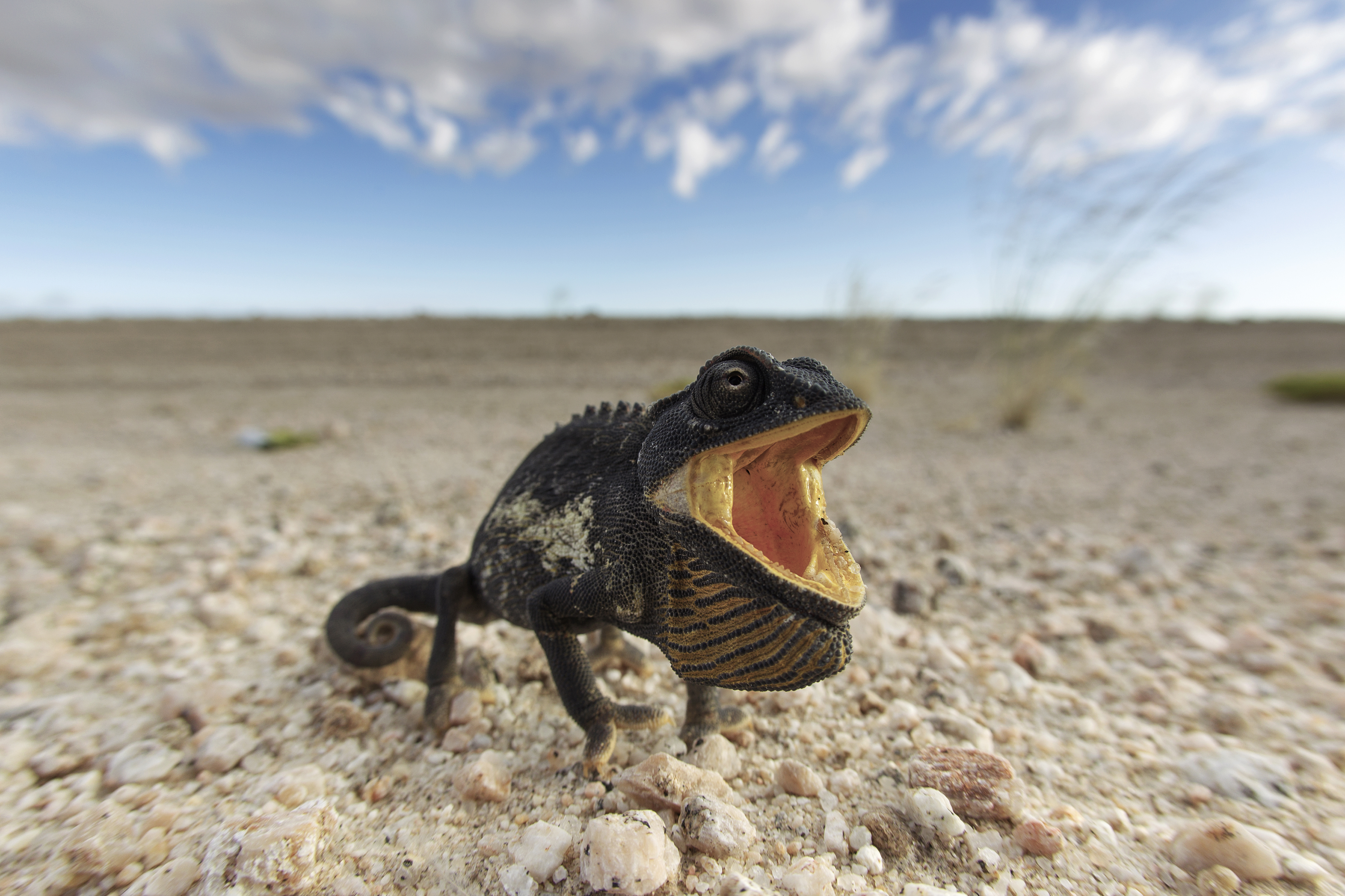
Comportamiento amenazante, parque nacional de Namib-Naukluft.